# Авария в Чок-Ривер
Авария в канадской Чок-Риверской лаборатории — первая из известных миру радиационных аварий, в ходе которой произошло частичное расплавление активной зоны реактора.

## Авария
12 декабря 1952 года вследствие ряда ошибок оператора и сбоев (электрических и механических) в системе аварийной остановки, реактор в лаборатории вышел в надкритический режим с избыточной реактивностью. Сначала мощность стремительно росла, но, поскольку движение регулирующего стержня было медленным, то появились признаки стабилизации мощности на отметке в 20 МВт. При нормальных условиях такой уровень мощности являлся повышенным, но терпимым, и ситуация была бы под контролем, если бы проходившие эксперименты не потребовали обеспечения режима пониженного теплосъема с помощью легководного теплоносителя в нескольких каналах. На уровне мощности около 17 МВт теплоноситель начал закипать в каналах с пониженным его расходом. Этот автокаталитический процесс привёл к ещё большему повышению реактивности, и за короткий интервал времени (от 10 до 15 секунд) мощность снова стремительно возросла. Когда мощность достигла 60-90 МВт, тяжеловодный замедлитель был слит, после чего реактор заглушили.
Превышение мощности реактора над уровнем 1 МВт длилось не более 1 минуты, общий выход энергии, по оценкам, составил 4000 МДж, что соответствует примерно 1,2×10^20 делений. Активная зона и каландр были повреждены так, что последующий ремонт был невозможен. Долгоживущие продукты деления с радиоактивностью около 10⁴ Ки вместе с массой охлаждающей воды вылились в подвальное помещение. Два года спустя реактор снова заработал.